# Zarubiněcká kultura

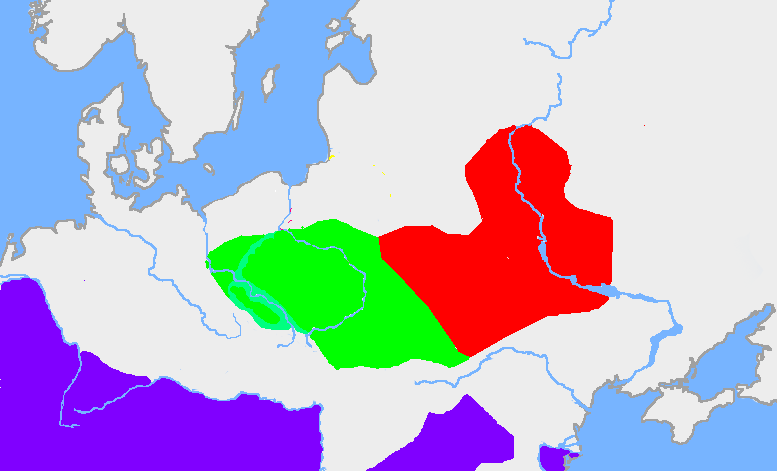
Oblast rozšíření zarubiněcké kultury (červená)

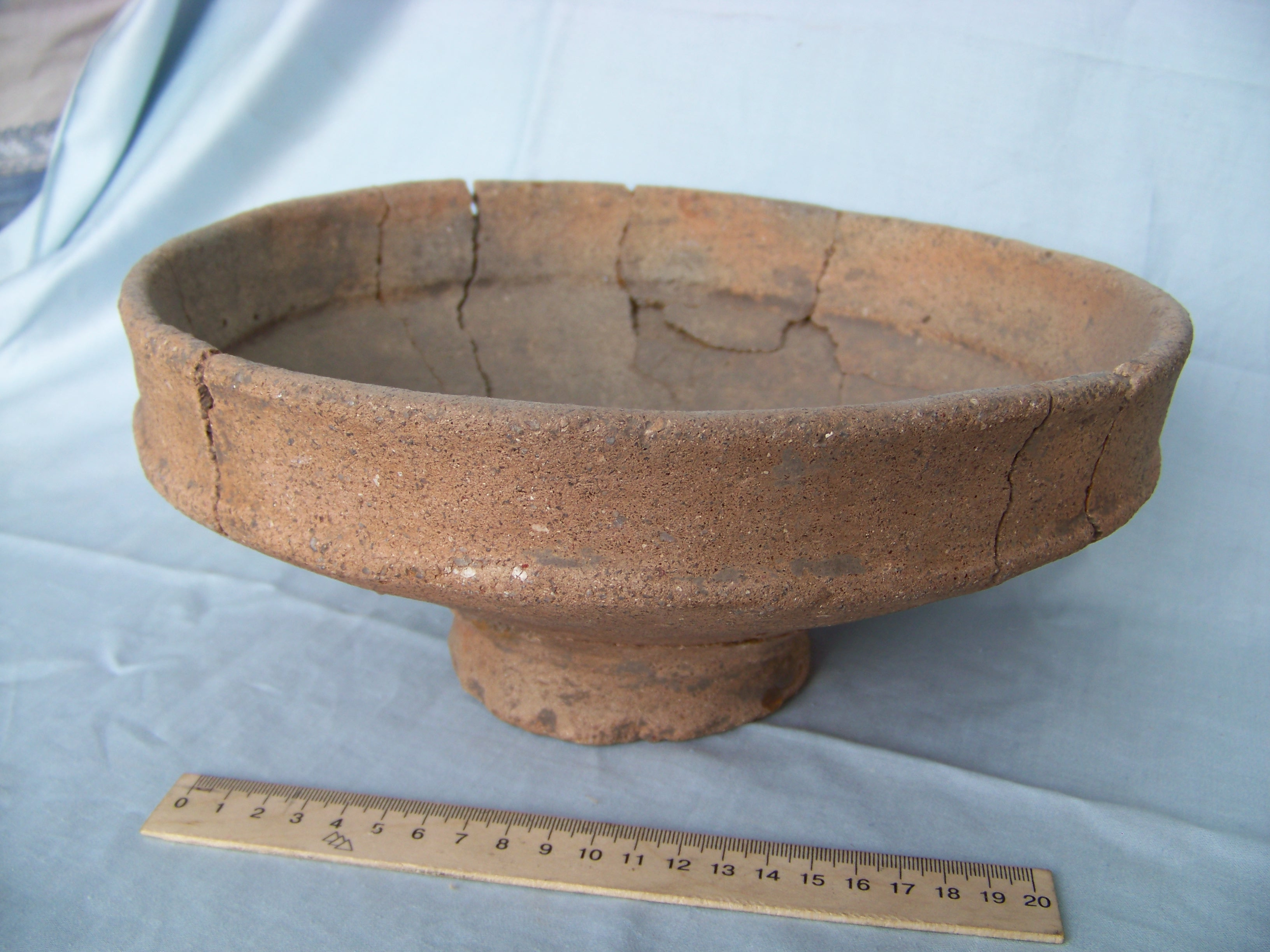
Keramika zarubiněcké kultury

Zarubiněcká kultura je archeologická kultura doby železné existující od konce 3. století př. n. l. do 2. století n. l. v dnešním Bělorusku a na Ukrajině. Její nositelé osidlovali především ostrožny na pravém břehu Dněpru a stavěli jak otevřená sídliště tak hradiště. Je pojmenována podle ukrajinské vesnice Zarubinci. Poprvé ji popsal kolem roku 1899 česko-ukrajinský archeolog Čeněk Chvojka a její přítomnost byla dosud zjištěna na přibližně 500 lokalitách.
Typická obydlí jsou pravoúhlé domy s podlahou až padesát centimetrů nad zemí, s hlinitým ohništěm v rohu, v pozdější fázi kultury uprostřed obydlí. Stavěli nadzemní domy s kůlovou konstrukcí o rozloze 4 × 4 metry nebo 6 × 6 metrů, doplněné o otevřené ohniště. Pohřby probíhaly žehem nedaleko sídlišť, vedle popelnic do hrobů ukládali i srpy, přezky, jehlice a různé součásti oděvu, jen zřídka zbraně a výrobní nástroje. Nálezy zbraní jsou vzácné, existuje však mnoho dokladů o specializovaném železářství. Typickými ozdobami byly závěsky z měděného plechu, později typické pro účesy slovanských žen v 6. století.
Vliv na její vznik měli nejspíše příchozí z kultury pomořské a překrytých popelnic, výrazný podíl na její podobě mělo i starší osídlení, pravděpodobně skytské. Od 2. století se nositelé zarubiněcké kultury nejspíše podíleli na genezi slovanského jádra černjachovské kultury. Skutečné jádro černjachovské kultury však tvořily sarmatské kmeny.[zdroj?] Nositelé zarubiněcké kultury se ve skutečnosti podíleli na genezi praslovanské kyjevské kultury, která se na severu Ukrajiny s černjachovskou kulturou překrývala. Sama zarubiněcká kultura se vyvinula pohlcením předchozí ukrajinské černoleské kultury sousedními kulturami - skytskou, pomořanskou a milohradskou. Podle Petra Treťjakova bylo osídlení na horním a středním Dněpru pozdní fází zarubiněcké kultury a etnicky již slovanské. Marija Gimbutas přišla s tvrzením, že se spíše jednalo o baltské kmeny.[zdroj?] Podle Borise Rybakova však zarubiněcká kultura byla ve svém jádru již od počátku slovanská.